# Kwartet (groep)
Een kwartet is een groep die uit vier personen bestaat.
De bekendste vorm van een kwartet is het muzikale kwartet. Een muzikaal kwartet kan met diverse muziekinstrumenten worden uitgevoerd, zoals een pianokwartet, strijkkwartet, zangkwartet, klarinetkwartet of blokfluitkwartet

## Lijst met bekende kwartetten
- 4 Non Blondes
- ABBA
- Alice in Chains
- The Beatles
- De Bende van Vier
- De Bende van Vier (kleinkunst)
- De Bende van Vier (informatica)
- Black Sabbath
- Crosby, Stills, Nash & Young
- De Daltonbende
- The Doors
- The Gasoline Brothers
- The Grateful Dead
- Jane's Addiction
- Joy Division
- Kiss (band)
- Kraftwerk
- Led Zeppelin
- The Love Substitutes
- The Marx Brothers
- The Monkees
- Mötley Crüe
- De Neveneffecten
- Osdorp Posse
- Queen
- Red Hot Chili Peppers
- Smashing Pumpkins
- The Rutles
- U2
- De Vier van Guildford

## Lijst met fictieve kwartetten
- The Cook, The Thief, His Wife and her Lover
- D'Artagnan aan het hoofd van De drie musketiers
- De Daltons
- The Ghostbusters
- Het gezin Kiekeboe in de stripreeks De Kiekeboes
- Jan, Piet, Joris en Corneel, de "mannen met baarden" uit het lied: "Al die willen te kaap'ren varen"
- De Vrolijke Bengels
- De Lustige Kapoentjes
- Norðri, Suðri, Austri en Vestri, de vier dwergen die in de Noords/Germaanse mythologie de hemel ondersteunen.
- Stan Marsh, Kyle Broflovski, Eric Cartman en Kenny McCormick, de vier hoofdpersonages in South Park.
- Teenage Mutant Ninja Turtles
- De Vier Heemskinderen
- De vier ruiters van de Apocalyps
- De vier zonen van Horus